# Чемпионат мира по конькобежному спорту на отдельных дистанциях 2012
14-й Чемпионат мира по конькобежному спорту на отдельных дистанциях прошёл с 22 по 25 марта 2012 года на катке Тиалф в Херенвене, Нидерланды.

## Квалификация
На чемпионате, на каждой дистанции участвовали сильнейшие конькобежцы сезона 2011/2012, список участников по каждой дистанции сформирован на основе результатов в Кубке мира, а также секунд, показанных в сезоне на этой дистанции на этапах Кубка мира, чемпионате мира в спринтерском многоборье и чемпионате мира в классическом многоборье.

## График забегов
| Дата     | Время | Мужчины                   | Женщины                   |
| -------- | ----- | ------------------------- | ------------------------- |
| 22 марта | 16.30 | 1500 м                    | 3000 м                    |
| 23 марта | 15.00 | 1000 м 5000 м             | 1500 м                    |
| 24 марта | 12.00 | 10 000 м                  | 1000 м 5000 м             |
| 25 марта | 13.30 | 500 м × 2 Командная гонка | 500 м × 2 Командная гонка |

## Медалисты

### Мужчины
| Дистанция       | Золото                                                  | Золото   | Серебро                                           | Серебро        | Бронза                                                   | Бронза          |
| --------------- | ------------------------------------------------------- | -------- | ------------------------------------------------- | -------------- | -------------------------------------------------------- | --------------- |
| 500 м × 2       | Мо Тхэ Бом · Республика Корея                           | 69.64    | Михел Мюлдер · Нидерланды                         | 69.65 +0.01    | Пекка Коскела · Финляндия                                | 69.82 +0.18     |
| 1000 м          | Стефан Гротхёйс · Нидерланды                            | 1:08.57  | Кьелд Нёйс · Нидерланды                           | 1:08.79 +0.22  | Шани Дэвис · США                                         | 1:08.83 +0.26   |
| 1500 м          | Денни Моррисон · Канада                                 | 1:46.44  | Иван Скобрев · Россия                             | 1:46.49 +0.05  | Ховард Бёкко · Норвегия                                  | 1:46.50 +0.06   |
| 5000 м          | Свен Крамер · Нидерланды                                | 6:13.87  | Боб де Йонг · Нидерланды                          | 6:15.26 +1.39  | Джонатан Кук · США                                       | 6:16.28 +2.41   |
| 10000 м         | Боб де Йонг · Нидерланды                                | 12:53.91 | Йоррит Бергсма · Нидерланды                       | 12:57.71 +3.80 | Джонатан Кук · США                                       | 13:12.66 +18.75 |
| Командная гонка | Нидерланды · Свен Крамер · Ян Блокхёйсен · Кон Фервей · | 3:41.43  | США · Шани Дэвис · Брайан Хансен · Джонатан Кук · | 3:43.42 +1.99  | Россия · Иван Скобрев · Денис Юсков · Евгений Лаленков · | 3:43.62 +2.19   |

### Женщины
| Дистанция       | Золото                                                      | Золото  | Серебро                                                       | Серебро       | Бронза                                                           | Бронза         |
| --------------- | ----------------------------------------------------------- | ------- | ------------------------------------------------------------- | ------------- | ---------------------------------------------------------------- | -------------- |
| 500 м × 2       | Ли Сан Хва · Республика Корея                               | 75.69   | Юй Цзин · Китай                                               | 76.12 +0.43   | Тейсье Унема · Нидерланды                                        | 76.28 +0.59    |
| 1000 м          | Кристин Несбитт · Канада                                    | 1:15.16 | Юй Цзин · Китай                                               | 1:15.98 +0.82 | Маргот Бур · Нидерланды                                          | 1:16.15 +0.99  |
| 1500 м          | Кристин Несбитт · Канада                                    | 1:56.07 | Ирен Вюст · Нидерланды                                        | 1:56.40 +0.33 | Линда де Врис · Нидерланды                                       | 1:57.08 +1.01  |
| 3000 м          | Мартина Сабликова · Чехия                                   | 4:01.88 | Штефани Беккерт · Германия                                    | 4:04.09 +2.21 | Ирен Вюст · Нидерланды                                           | 4:04.87 +2.99  |
| 5000 м          | Мартина Сабликова · Чехия                                   | 6:50.46 | Штефани Беккерт · Германия                                    | 6:56.64 +6.18 | Клаудия Пехштайн · Германия                                      | 7:04.01 +13.55 |
| Командная гонка | Нидерланды · Ирен Вюст · Диане Валкенбюрг · Линда де Врис · | 2:59.70 | Канада · Бриттани Шусслер · Кристин Несбитт · Синди Классен · | 3:00.51 +0.81 | Польша · Наталья Червонка · Катажина Возняк · Луиза Злотковска · | 3:03.31 +3.61  |

### Медальный зачёт
| Место | Страна           | Золото | Серебро | Бронза | Всего |
| ----- | ---------------- | ------ | ------- | ------ | ----- |
| 1     | Нидерланды       | 5      | 5       | 4      | 14    |
| 2     | Канада           | 3      | 1       | 0      | 4     |
| 3     | Чехия            | 2      | 0       | 0      | 2     |
| 3     | Республика Корея | 2      | 0       | 0      | 2     |
| 5     | Германия         | 0      | 2       | 1      | 3     |
| 6     | Китай            | 0      | 2       | 0      | 2     |
| 7     | США              | 0      | 1       | 3      | 4     |
| 8     | Россия           | 0      | 1       | 1      | 2     |
| 9     | Норвегия         | 0      | 0       | 1      | 1     |
| 9     | Польша           | 0      | 0       | 1      | 1     |
| 9     | Финляндия        | 0      | 0       | 1      | 1     |
| Всего | Всего            | 12     | 12      | 12     | 36    |